# 360 Cities
360 Cities es una compañía de internet con base en Praga, República Checa. Ofrece el servicio de hospedar imágenes en 360° y crear visitas virtuales de cualquier lugar del mundo. El servicio se encuentra actualmente vinculado a Google Earth, por lo que las imágenes panorámicas subidas a 360 Cities pueden también ser vistas desde este programa.
También ofrece la posibilidad de comprar directamente la impresión de las imágenes panorámicas deseadas.